# Brun skogssnigel
Brun skogssnigel (Arion subfuscus) är en snigelart som först beskrevs av Draparnaud 1805.  I den svenska databasen Dyntaxa används istället namnet Arion fuscus. Brun skogssnigel ingår i släktet Arion och familjen skogssniglar. Arten är reproducerande i Sverige. Inga underarter finns listade i Catalogue of Life.

## Bildgalleri

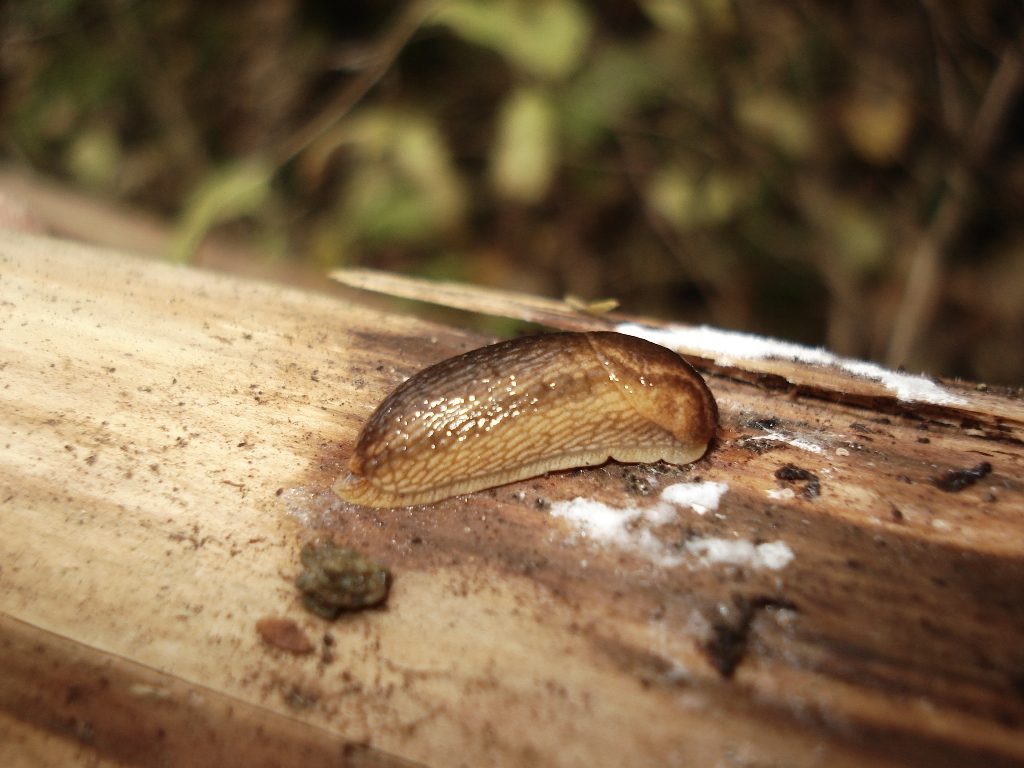
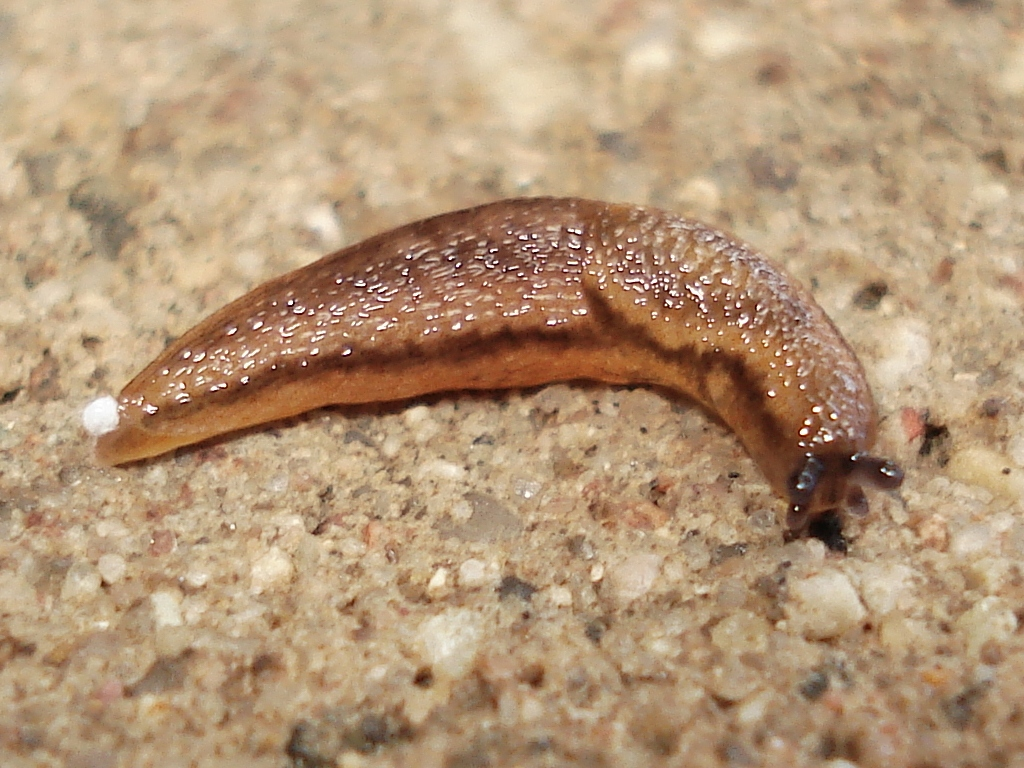
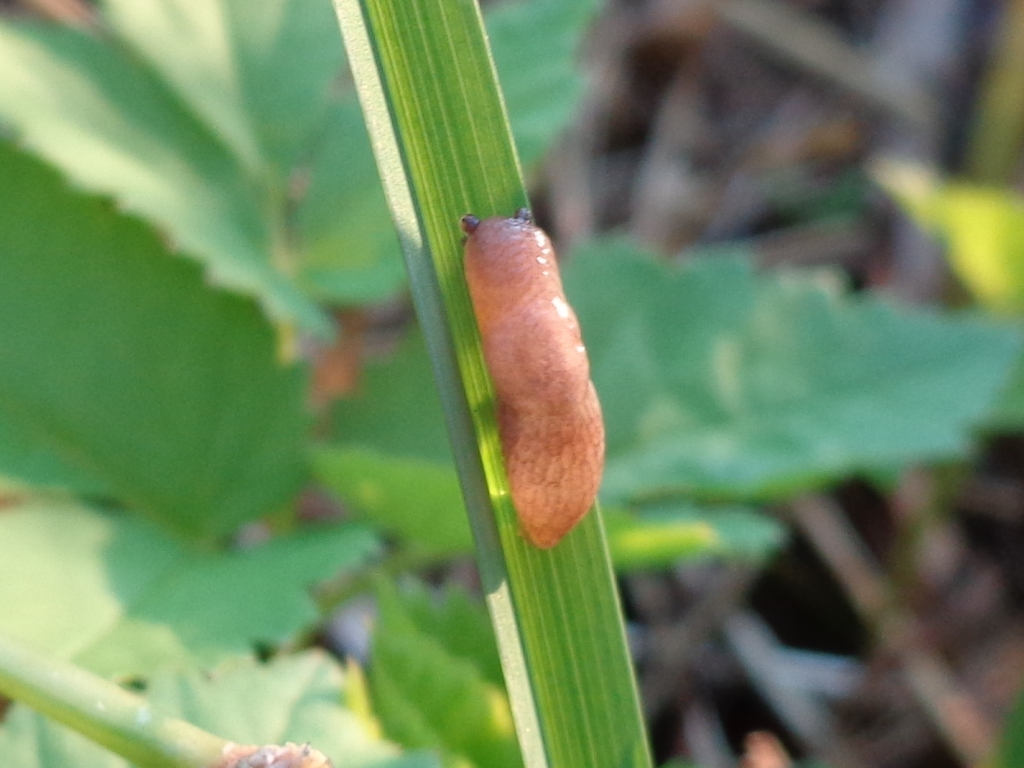
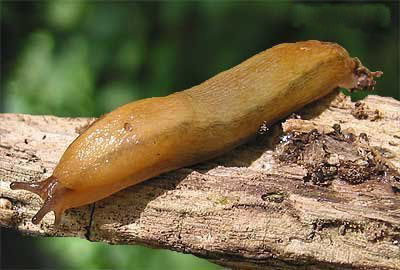
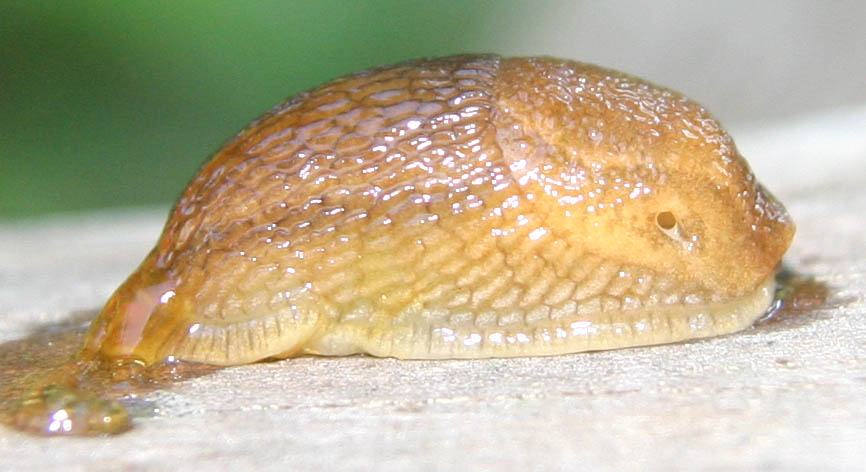